# Маскег

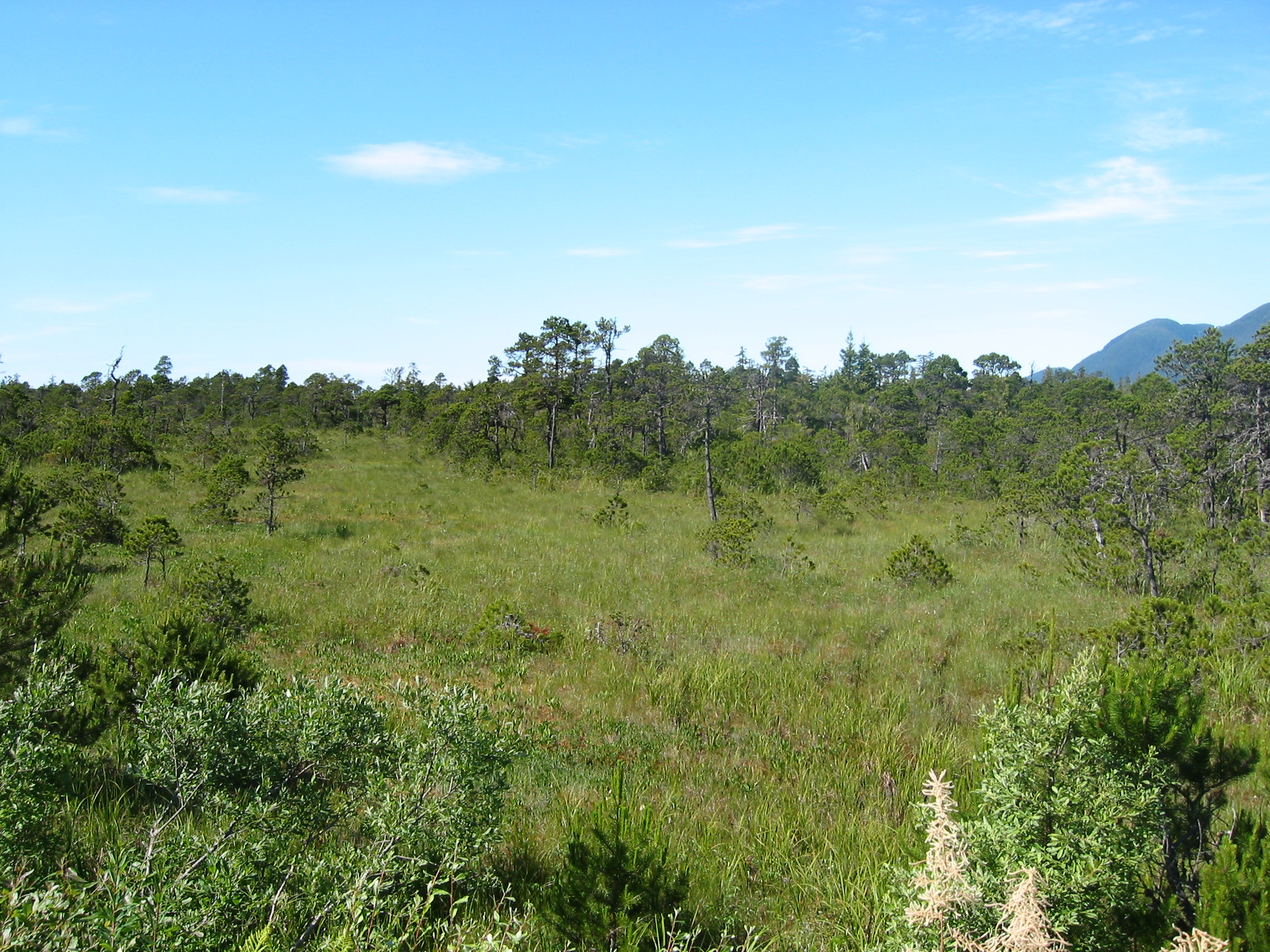
Нечисленні сосни, що ростуть у вкритому мохом болоті Врангеля на Алясці.

Маскег — термін, що не використовується або рідко використовується у вітчизняній геологічній літературі, який означає болото, покрите мохом. Маскег глибоко промерзає взимку і стає трясовиною літом, а навколишня земля залишається мерзлою майже до самої поверхні й влітку.